# Neubritannien-Kuskus
Der Neubritannien-Kuskus (Phalanger breviceps) ist ein Beuteltier aus der Familie der Kletterbeutler (Phalangeridae), das auf Neubritannien und verschiedenen Inseln der Salomonen (u. a. Shortland-Inseln, Makira, Nissan und Vella Lavella) vorkommt, wobei es in vielen Fällen nicht klar ist, ob es sich um eine autochthone Population handelt oder ob die Tiere vom Menschen dort eingeführt wurden.

## Merkmale
Der Neubritannien-Kuskus ähnelt dem Grauen Kuskus (Phalanger orientalis), ist jedoch normalerweise kleiner. Die Kopf-Rumpf-Länge liegt bei 30 bis 50 Zentimeter, die Schwanzlänge beträgt 28 bis 42 Zentimeter und die Tiere erreichen ein Gewicht von 1,6 bis 5 kg. Besonders die Schnauze ist kürzer. Der Abstand von den Eckzähnen bis zu den vierten Prämolaren ist im Durchschnitt 30 % kürzer als beim Grauen Kuskus. Auch der vierte Prämolar ist ca. 30 % kürzer. Der dritte Prämolar fehlt für gewöhnlich auf einer oder beiden Kieferseiten. Der Neubritannien-Kuskus ist variabel gefärbt. Das Rückenfell kann weiß sein (nur bei wenigen Männchen), honigfarben oder verschiedene Brauntöne aufweisen, bis hin zur Farbe von dunkler Schokolade. Der Bauch ist hell gefärbt, bei Exemplaren mit relativ hellem Rückenfell stets heller als der Rücken, bei dunkel gefärbten Tieren ist er weiß.

## Lebensraum
Der Neubritannien-Kuskus ist in seinem Verbreitungsgebiet die einzige Kuskusart und relativ häufig. Er lebt in Wäldern knapp über dem Meeresspiegel bis in die Gipfelregionen der Inselberge.

## Systematik
Der Neubritannien-Kuskus wurde 1888 durch den britischen Zoologen Oldfield Thomas als Unterart des Grauen Kuskus (Phalanger orientalis) erstmals wissenschaftlich beschrieben. 2019 stellt ein Team australischer Wissenschaftler durch den Vergleich mitochondrialer DNA fest, dass die Kuskus von Neubritannien und den Salomon-Inseln als eigenständige Art anzusehen seien, während es sich bei den Kuskus von Timor um vom Menschen eingeführte Graue Kuskus handelt. Die Kuskus von Neubritannien und den Salomon-Inseln werden seitdem unter der von Thomas eingeführten wissenschaftlichen Bezeichnung geführt.

## Belege
1. 1 2 3  
J. I. Menzies u. John C. Pernetta: A taxonomic revision of cuscuses allied to Phalanger orientalis (Marsupialia: Phalangeridae). August 2009, Journal of Zoology 1(3):551 - 618 (S. 586), DOI: 10.1111/j.1096-3642.1986.tb00647.x, PDF
2. 1 2  
All the Mammals of the World. Lynx Edicions, Juni 2023, ISBN 978-84-16728-66-4. S. 55.
3. ↑  
Shimona Kealy, Stephen C. Donnellan, Kieren J. Mitchell, Michael Herrera, Ken Aplin, Sue O’Connor und Julien Louys: Phylogenetic relationships of the cuscuses (Diprotodontia: Phalangeridae) of island Southeast Asia and Melanesia based on the mitochondrial ND2 gene. November 2019, Australian Mammalogy 42(3), S. 266-276. DOI:10.1071/AM18050
4. ↑  Phalanger breviceps O. Thomas, 1888 in der ASM Mammal Diversity Database